# 2020 în literatură
- 2019 în literatură — 2020 în literatură — 2021 în literatură

2020 în literatură implică o serie de evenimente:

## Cărți noi

### Ficțiune (autori străini)
- Gil Adamson – Ridgerunner (May 12, Canada)[1]
- Becky Albertalli – Love, Creekwood (June 30)[2]
- André Alexis – The Night Piece (August 4)[3]
- Marianne Apostolides – I Can't Get You Out of My Mind (April 7, Canada)[3]
- John Banville – Snow (September 29, UK)
- Simone de Beauvoir (died 1986) – Les Inséparables (written 1954, France)[4]
- Deni Ellis Béchard – A Song from Faraway (April 7, Canada)[3]
- Brit Bennett – The Vanishing Half (June 2, US)[5]
- David Bergen – Here the Dark (March 10, Canada)[3]
- Chetan Bhagat – One Arranged Murder (India)[6]
- Lisa Bird-Wilson – Probably Ruby (April 23, Canada)[3]
- Christopher Bollen – A Beautiful Crime (January 28, US)[7]
- Marjorie Celona – How a Woman Becomes a Lake (March 3, Canada)[3]
- Annette Saunooke Clapsaddle – Even As We Breathe (November 18)
- Steven Conte – The Tolstoy Estate (September 2, Australia)
- Diane Cook – The New Wilderness (July 30)
- Eva Crocker – All I Ask (June 2, Canada)[3]
- Farzana Doctor – Seven (August 1)[3]
- Raphaël Enthoven – Le Temps gagné (Time Saved; August 19, France)[8]
- William Gibson – Agency (January 21, Canada)[3]
- John Gould – The End of Me (May 2, Canada)[1]
- Aislinn Hunter – The Certainties (May 19, Canada)[3]
- Clifford Jackman – The Braver Thing (May 12, Canada)[3]
- Tim Wynne-Jones – War at the Snow White Motel and Other Stories (May 1, Canada)[1]
- Kaie Kellough – Dominoes at the Crossroads (January 20, Canada)[3]
- Thomas King – Obsidian (January 28, Canada)[3]
- Karl Ove Knausgård – Morgenstjernen (September 18, Norway)[9]
- Hervé Le Tellier – The Anomaly (L'anomalie) (August 20, France)
- Kathy Lette – HRT: Husband Replacement Therapy (April 28, Australia)
- Pasha Malla – Kill the Mall (May 12, Canada)[3]
- Hilary Mantel – The Mirror and the Light (March 5, UK)[10]
- Emily St. John Mandel – The Glass Hotel (March 24, Canada)[3]
- Shani Mootoo – Polar Vortex (March 3, Canada)[3]
- Maria Mutch – Molly Falls to Earth (April 28, Canada)[3]
- Maggie O'Farrell – Hamnet (March 31, UK)[11]
- Katrina Onstad – Stay Where I Can See You (March 31, Canada)[3]
- Ingrid Persaud – Love After Love (April 2, UK)[12]
- Kate Pullinger – Forest Green (April 28, Canada)[3]
- Lisa Robertson – The Baudelaire Fractal (January 21, Canada)[3]
- Monique Roffey – The Mermaid of Black Conch (April 2, UK)[12]
- Lydia Sandgren – Samlade verk[13]
- Vivek Shraya – The Subtweet (April 7, Canada)[3]
- Ali Smith – Summer (August 6, UK)
- Cordelia Strube – Misconduct of the Heart (April 21, Canada)[3]
- Douglas Stuart – Shuggie Bain (February 11, US)
- Zoe Sugg and Amy McCulloch – The Magpie Society: One for Sorrow (October 29, UK)[14]
- Brandon Taylor – Real Life (February 18)
- Souvankham Thammavongsa – How to Pronounce Knife (April 7, Canada)[3]
- Dianne Warren – The Diamond House (June 2, Canada)[3]
- Terry Watada – The Mysterious Dreams of the Dead (March 15, Canada)[3]
- Evan Winter – The Fires of Vengeance (July 14, Canada)[3]

## Premii literare
- Premii UNITER
- Medalia Premiului NobelPremiul Nobel pentru Literatură — Louise Glück ( Statele Unite ale Americii)
- Norvegia - Premiul pentru literatură al Colecției Lingvistice — Johan Borgos